# Верхний Сускан
Ве́рхний Суска́н — село в Ставропольском районе Самарской области. Административно входит в сельское поселение Ташёлка.

## История
Село основано в первой половине XVIII века. Располагалось в верховьях реки Сускан.
По названию престола местной церкви называлось также Благовещенское или Благовещенская слобода. Церковь была уничтожена в годы Советской власти.
В 1780 году, при создании Симбирского наместничества, слобода Благовещенская (Сускан), при речке Сускане, крещеной мордвы, ясашных крестьян, вошла в состав Ставропольского уезда.
С 1796 года — в Симбирской губернии.
В 2008 году началось строительство нового храма.
После появления Куйбышевского водохранилища река Сускан превратилась в Сусканский залив, село было частично перенесено на новое место.

## Население
| Год  | Численность | Численность |
| ---- | ----------- | ----------- |
| 1859 | 1004        | [ 3 ]       |
| 1889 | 1547        | [ 4 ]       |
| 1897 | 1599        | [ 5 ]       |
| 1910 | 2135        | [ 6 ]       |
| 1926 | 1651        | [ 7 ]       |
| 2002 | 528         |             |
| 2010 | 495         | [ 8 ]       |
| 2015 | 543         | [ 1 ]       |

## Уроженцы
В Верхнем Сускане родился, жил и работал Алексей Андреевич Абдалов — участник Великой Отечественной войны, полный кавалер ордена Славы.
- Недействующая ферма
- Сельский клуб
- Храм в честь святых бессребреников Космы и Дамиана